# Afromysis hansoni
Afromysis hansoni is een aasgarnalensoort uit de familie van de Mysidae. De wetenschappelijke naam van de soort is voor het eerst geldig gepubliceerd in 1916 door Zimmer.